# François de La Rocque
François de La Rocque (dit de Séverac), communément appelé colonel de La Rocque, est un militaire, homme politique et résistant français, né le 6 octobre 1885 à Lorient et « mort pour la France », le 28 avril 1946 à Paris. Il est dans les années 1930 une personnalité politique de premier plan en tant que président général des Croix-de-Feu puis du Parti social français.

## Biographie

### Famille
Né le 6 octobre 1885 à Lorient, Annet Marie Jean François de La Rocque est le troisième fils d'Anne Sollier et du général Raymond de La Rocque (1841-1926), né à Yssingeaux en Haute-Loire. 
La famille est originaire et tient son nom du hameau de La Roque à Saint-Clément, en Haute-Auvergne. Il y est enterré avec trois de ses fils. 
Le grand-père paternel de La Rocque était légitimiste et son père, ancien élève de l'École polytechnique, sert dans l'artillerie de marine est affecté à Lorient, et, promu général, est directeur de l'artillerie au ministère de la Marine. Très vigilant sur le respect de ses compétences techniques par les politiques, il marque une nette hostilité à son ministre Lockroy ce qui finit par le pousser à démissionner en 1899. Il devient alors président du Comité Justice-Égalité (groupement catholique et nationaliste lié aux Assomptionnistes de La Croix) en 1900. Tous ses fils s'engagent dans ce milieu d'une armée légitimiste : le frère aîné de François, Raymond (1875-1915), chef de bataillon, est tué pendant la Première Guerre mondiale. Son frère cadet, Pierre de La Rocque (1880-1954), est conseiller du comte de Paris. 
François fait ses études à Saint-Cyr. Il se marie en 1912 avec Édith Marie-Louise Allotte de La Füye, fille du général Georges Allotte de La Fuÿe, avec laquelle il a quatre fils et deux filles : Hugues disparaît à 14 ans en 1927, d'une maladie, ce qui pèse sur la décision de quitter l'armée (il est enterré à Versailles). Il perd également sa fille Nadine de maladie à l'âge de vingt ans, en 1934. Ses trois autres fils sont enterrés à Saint-Clément : Jean-François (1916-1940) et Jacques (1919-1948), sont tous deux aviateurs, morts pour la France. Gilles, (décédé en 2001) chasseur alpin, blessé au combat en juin 1940 (croix de guerre), prisonnier des Allemands à Dortmund. C'est lui qui est reçu en 1957 par le général de Gaulle pour lui demander la reconnaissance des titres de « déporté résistant » refusés de son vivant à leur père, réparation officielle qui intervient le 30 avril 1961, jour anniversaire de la Déportation, sur l'initiative du président de la République. Édith, la benjamine, fut Petite Sœur de l'Assomption.
La famille La Rocque loue le château d'Olmet, situé dans la commune voisine de Vic-sur-Cère, qu'elle utilise comme lieu de villégiature à la période estivale. Ce domaine est acquis par la Fondation Jean Mermoz, dite de l'« Aérium des Croix », allusion notamment à la Croix du Sud de Jean Mermoz mais aussi aux sacrifices des deux fils du colonel de La Rocque, morts pour la France. Cette Fondation assure, à partir des années 1950, l'accueil et l'hébergement d'enfants orphelins de pilotes de l'armée de l'air et la prise en charge d'enfants atteints de difficultés respiratoires, présidée par la maréchale Marie-Cécile Juin, Elle cesse son activité dans les années 1970, et le bâtiment est rétrocédé à la Sécurité Sociale afin d'ouvrir un foyer d'hébergement pour personnes handicapées.

### Campagne du Maroc et Première Guerre mondiale
Après avoir fait Saint-Cyr (1905), il sert dans les confins algéro-marocains en 1910-1911 et dans l'Atlas marocain d'août 1914 à avril 1916. C'est dans ce contexte qu'il accomplit son service sous les ordres du général Hubert Lyautey, qu'il fréquente Ernest Psichari, le commandant François-Henry Laperrine et le père Charles de Foucauld dans son ermitage de Béni Abbes. La Rocque va bientôt combattre sur les théâtres d'opérations de la Grande Guerre. 
Il est nommé capitaine puis grièvement blessé au cours d'une opération militaire. Déclaré « inapte à faire campagne », il est sur sa demande affecté au 135e Régiment d'infanterie et participe à la bataille de la Somme. Il est en 1918, à 33 ans, le plus jeune chef de bataillon de l'armée française. Il est décoré de la croix de guerre avec neuf citations et fait officier de la Légion d'honneur.
De 1919 à 1927, il est affecté à l'état-major interallié du maréchal Foch, période entre-coupée par son affectation à Varsovie comme chef du cabinet du général Niessel et du général Dupont. À partir de juillet 1922, La Rocque est en effet à la Mission militaire en Pologne, officier de liaison directe entre le maréchal Foch et le maréchal Pilsudski. Remis à la disposition de l'État-Major du maréchal Foch en septembre 1923, il est envoyé au Maroc deux ans plus tard comme chef du 2e Bureau durant la dernière phase de la guerre du Rif. Il contribue à la reddition d'Abdelkrim.
Patriote et catholique social, La Rocque s'inscrit dans cette tradition (impulsée par Félicité Robert de Lamennais au début du XIXe siècle), étayée par les enseignements de son père, le Général Raymond de La Rocque, en relation en son temps avec Albert de Mun et rejoint les Croix-de-Feu, mouvement politique d'anciens combattants fondées par Maurice d'Hartoy.
Il quitte l'armée en 1928 avec neuf citations dont six à l'ordre de l'Armée et le grade de lieutenant-colonel.

### Dirigeant des Croix-de-Feu (1931-1936)

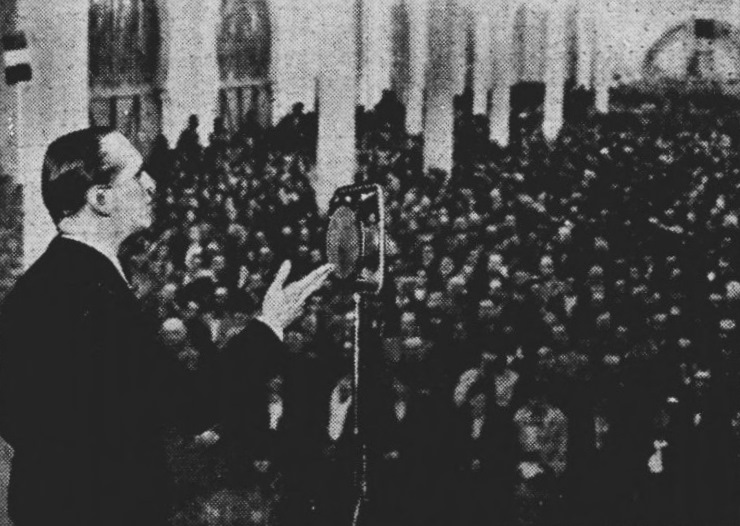
Allocution du colonel de La Rocque devant une réunion de Croix-de-Feu à Blida, le 27 mars 1936.

Il entre, en 1929, au comité directeur des Croix-de-Feu, qu'il dirige à partir de 1931. Il en est élu président général le 14 février 1932 et le reste jusqu'à leur dissolution en juin 1936.
En 1931, Ernest Mercier, patron de la Compagnie générale d'électricité, qui présidait le Redressement français, aurait subventionné la campagne antiparlementaire de La Rocque comme auparavant la même campagne menée par Georges Valois et ses faisceaux[réf. à confirmer]. Cette hypothèse de financement est contestée par l'historien Jean-Noël Jeanneney : démentant tout financement de La Rocque par François de Wendel, il ajoute : « N'a t-on pas d'ailleurs beaucoup exagéré, dans de semblables polémiques, l'appui donné à lui par Ernest Mercier et la Compagnie française des pétroles, et leur influence sur la destinée des Croix de Feu ? ».
Il est promu en 1931 commandeur de la Légion d'honneur. Son mouvement, qui comptait 2 000 adhérents en 1929, passe à 15 000 en 1931, 80 000 fin 1932, 150 000 fin 1934 et à près de 300 000 membres au début de l'année 1936. Son programme exposé dans le livre Service public en 1934 revendique un christianisme social (sans afficher de prosélytisme religieux, veillant toujours à l'indépendance de l'armée à l'égard des autorités religieuses) associé à un souci jugé prioritaire de la question sociale : rejet de la lutte des classes, du racisme, du totalitarisme et adoption d'une politique libérale sur fond d'un régime fort avec un parlementarisme rationalisé. Il est partisan dès octobre 1931 d'un « reclassement des pouvoirs » dans le cadre de la constitution existante et de la « collaboration entre le capital et le travail » ; avec deux actions constantes : vigilance face au « danger allemand » grâce à des mesures urgentes de renforcement de la défense nationale et refus dès 1932 de s'associer aux manifestations ultra-nationalistes de l'Action française et des autres ligues contre le paiement des dettes américaines.
La Rocque et les Croix-de-Feu se distinguent des autres ligues par leur respect de la légalité républicaine. Ainsi, après s'être délibérément abstenus de défiler sur le boulevard Saint Germain tout le mois de janvier 1934 aux côtés des ligues et de l'Action française, ils se décident à manifester le 6 février 1934, comme le font beaucoup d'anciens combattants. La tactique de La Rocque est cependant la suivante : pas de contacts avec les manifestants antirépublicains, pas d'intention de forcer les portes du Palais Bourbon : « Il était question de purifier la République, il eût été coupable d'en tenter le renversement ». C'est pourquoi les points de rassemblements décidés se situent dans l'espace délimité rive gauche de la Seine, par l'esplanade des Invalides, la rue de Varenne, la rue de Bourgogne, la rue de l'Université et la rue Saint-Dominique. Sur instruction de La Rocque, les Croix-de-Feu atteignent dans le calme les grilles du Palais Bourbon, sans chercher à les forcer malgré la faiblesse du barrage de police, qui interdit l'accès de la Chambre des députés. L'ordre de dislocation est donné par La Rocque à 21 h : on ne relève de ce côté de la Seine ni morts ni blessés. « Comment La Rocque a trahi » est le thème de la campagne de l'Action française le lendemain de cette posture indépendante et maîtrisée des Croix-de-Feu, une attitude qui sera reconnue par Blum lui-même : « Si la colonne qui s'avançait rive gauche aux ordres du colonel de La Rocque ne s'était pas arrêtée devant le mince barrage de la rue de Bourgogne, nul doute que l'Assemblée aurait été envahie par l'insurrection ».
Pourtant, la veille du 6 février, il demande le remplacement d'Édouard Daladier par une équipe qui n'aurait aucun politicien. Il qualifie le cabinet de Gaston Doumergue de « palliatif sans avenir » et « d'emplâtre contre la gangrène ». Dans Service public, il critique les abus de ce qu'il appelle « l'électoralisme » […] « déformation trop répandue, qui voit dans les verdicts du suffrage un but supérieur… ». Il ajoute que « L'astreindre (la France) à une sorte de mutisme civique serait non seulement opposé à la plus élémentaire psychologie mais contraire à l'esprit collaborateur de nos compatriotes… ». Il évoque dans cette optique « le suffrage universel, aujourd'hui admis dans tous les pays du monde, en marquant les limites de ses attributions, en restreignant le nombre de ses élus, en établissant un mode de scrutin sincère, exclusif des féodalités locales par l'emploi effectif de la règle proportionnelle ».
De 1932 à 1936, chaque année, les Croix-de-Feu décident d'honorer la mémoire des anciens combattants juifs tombés au champ d'honneur à la synagogue de la rue de la Victoire en présence du rabbin Kaplan. Le grand-rabbin de France, Haïm Korsia, commente : « Jacob Kaplan fut accusé d'éprouver de la sympathie pour les Croix de feu, alors même qu'il s'est toujours tenu éloigné d'une quelconque affiliation politique et que ces cérémonies étaient organisées à la seule demande du Consistoire et non pas à la sienne. Le colonel de La Rocque a d'ailleurs dénoncé l'antisémitisme comme un sentiment anti-français mettant en péril l'union sacrée construite dans les tranchées… »,. La Rocque est confronté en même temps à une radicalisation croissante à l'égard des Juifs, difficile à juguler. Il écrit en 1934 : « Et voici que le racisme hitlérien, combiné avec notre folle sensiblerie, nous condamne à héberger une foule grouillante, virulente, d'outlaws que rien ne garantit ; voici que parmi ces derniers, de nombreux îlots se constituent pour lesquels la persécution nazie n'est qu'une couverture d'espionnage et de conspiration. Mettre ce danger en évidence n'est point faire acte d'antisémitisme ».
Le Front populaire, lorsqu'il arrive au pouvoir, dissout les Croix-de-Feu, le 18 juin 1936. L'organisation, régulièrement qualifiée par les militants de gauche de « fasciste », est accusée par le pouvoir d'avoir recouru à une « organisation centralisée » l'apparentant à une « milice privée ». La Rocque réagit en refusant de faire descendre les Croix-de-Feu dans la rue. « Au mois de juin 1936, la France était à deux doigts de l'émeute : j'ai refusé de lancer mes amis dans des mouvements de rues, ils auraient déterminé la guerre civile…. » (éditorial de La Rocque dans Le Petit Journal le 14 juillet 1937). Il fonde en juillet 1936, aux côtés de l'aviateur Jean Mermoz, le PSF, un parti politique à part entière. Il s'était rendu compte dès 1935, au regard du succès d'adhésions, de l'impossibilité de poursuivre une action civique et politique délimitée au cadre restrictif d'anciens combattants : l'élargissement du recrutement, déjà engagé avec la création des Volontaires Nationaux et des Fils et Filles de Croix-de-Feu, imposait d'autres procédés de recrutement et d'adhésions mais dans le respect des institutions républicaines établies. Cette manière de faire devait conforter l'hostilité et l'incompréhension de l'extrême droite maurrassienne notamment.

### Président-fondateur du Parti social français (1936-1940)

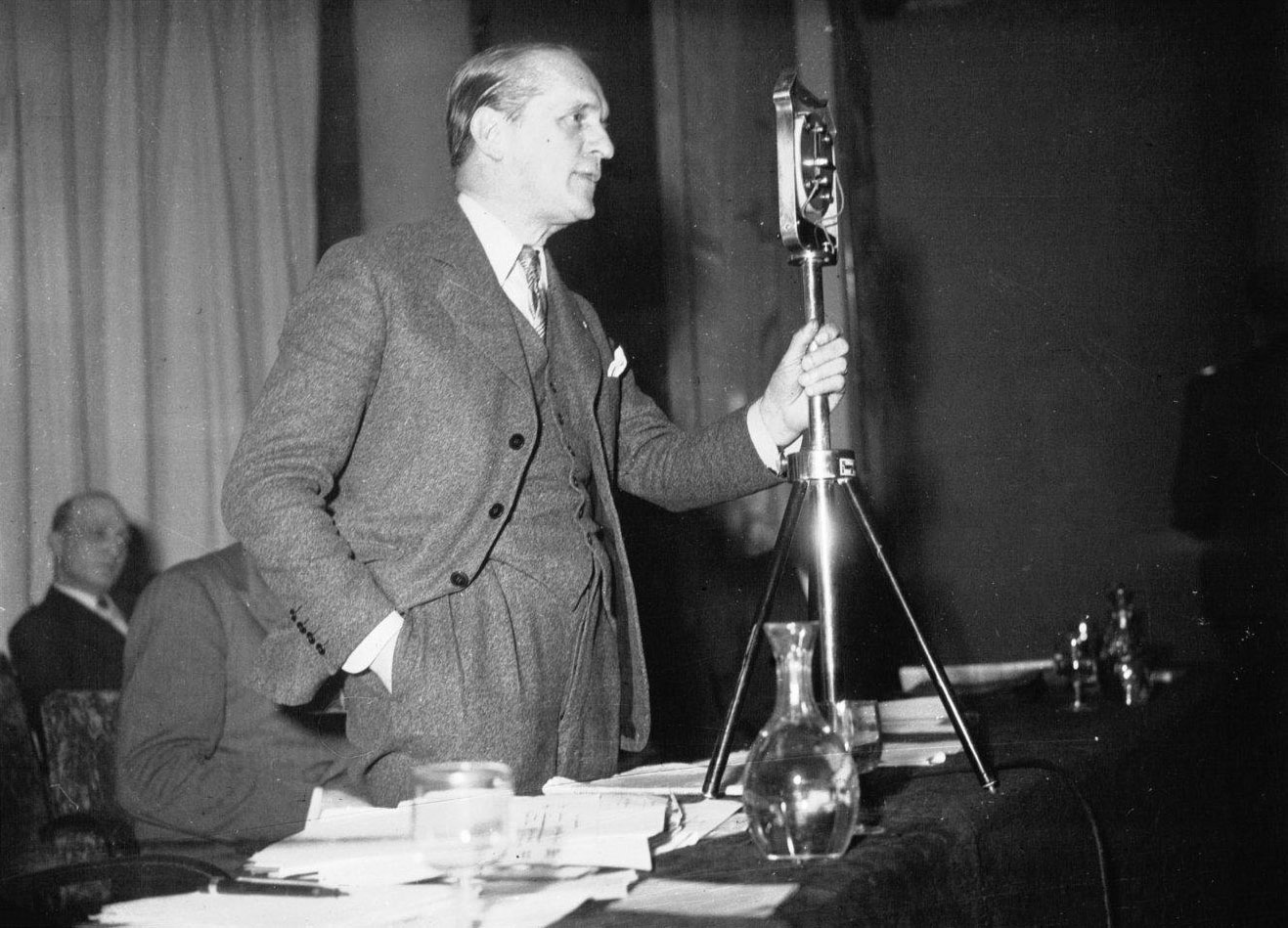
Le colonel de La Rocque au micro lors du premier congrès du Parti social français en décembre 1936
(agence Meurisse, Paris, BnF).

La Rocque se lance alors dans la politique en fondant le Parti social français, à l'appui d'une plaquette diffusée à un million d'exemplaires et intitulée « Une mystique, un programme » avec comme mot d'ordre la consigne de « réconcilier l'esprit social et le patriotisme », « le patriotisme n'étant pas le monopole de la droite et l'aspiration sociale n'étant pas davantage le monopole de la gauche ». Sa devise sera reprise plus tard, sans lui demander son avis, par Vichy : « Travail, Famille, Patrie ». Dans son livre Service public, publié en 1934 chez Grasset, La Rocque préconise un régime respectueux de la Constitution, mais rationalisé dans son fonctionnement parlementaire, la « participation et l'association du capital et du travail » et le vote des femmes. Quelle France envisage t-il ? « La France gouvernée par une autorité judicieuse et forte dans une décentralisation vigoureuse et prospère ; la France fraternelle, dispensatrice de libertés, compensatrice d'inégalités ; la France généreusement, intelligemment libérale, mais débarrassée des indisciplines du « libéralisme ». La France honnête, fière de son passé, jalouse de sa place parmi les nations, ambitieuse de progrès ; la France tout à la fois résolue et pacifique ».
La Rocque préside l'Assemblée constitutive du Parti social français le 12 juillet 1936 à la salle Wagram à Paris en présence notamment de Jean Mermoz et Jean Ybarnégaray, qui y prononcent chacun un discours. 
À la veille de la guerre, le Parti social français est le premier parti de France avec un effectif de plus d'un million d'adhérents. Le PSF est lié aux Syndicats professionnels français (S.P.F.) et fonde des organisations caritatives et sociales puissantes : la Propagande ouvrière et commerciale (POC), la Société de Préparation et d'Éducation Sportive (SPES) et l'association Travail et Loisirs, présidée par la mère de Jean Mermoz, qui obtient la grande médaille d'or de l'Exposition internationale de 1937.
Désireux de maintenir l'unité de la France, La Rocque persiste dans une position de principe contre l'antisémitisme, rappelée lors du colloque mentionné par Serge Berstein : « Le colonel de La Rocque s'affirme sans ambages comme un adversaire de l'antisémitisme et il parvient, pour l'essentiel, à aligner son parti sur ses positions, à l'exception toutefois des sections d'Algérie et d'Alsace-Lorraine… »,. Il cherche à obtenir la démission de militants qui refusent de rejeter l'antisémitisme. Ainsi, « des exclusions suivirent, et la ligne antisémite fut maintenue vaille que vaille : dans le cas de la fédération de la Moselle, on estima que l'opposition de La Rocque aux antisémites aurait fait perdre environ 1 500 membres ». En 1938, La Rocque déclare à Metz : « je ne suis pas parmi vous pour vous plaire, je ne suis pas venu pour obtenir des applaudissements. (…) Je sais parfaitement, qu'ici comme dans tout le reste du territoire, on déclenche depuis quelque temps une vague d'antisémitisme. (…). Quant aux agents vecteurs (de cette campagne), je vais vous dire sur leur compte toute ma pensée. Volontairement ou involontairement, ils font chez nous, particulièrement en Lorraine et en Alsace, le travail de la propagande hitlérienne ». L'année précédente, dans la même ville, il avait déjà mis en garde ses auditeurs contre une vague antisémite au nom de la civilisation chrétienne.
En juillet 1937, le PSF acquiert un grand quotidien parisien, Le Petit Journal. Une souscription de 140 000 actions de 100 francs sont placées en quelques mois. La Rocque est le directeur du journal. Le premier numéro parait le 14 juillet 1937, avec une équipe rédactionnelle composée de Jacques de Lacretelle, André Maurois, Georges Duhamel, Roger Vercel et Daniel-Rops. Le tirage du Petit Journal atteint en 1939 près de 200 000 exemplaires. 17 périodiques sont en outre diffusés en province.
Sur le plan politique, le PSF s'oppose fermement à l'initiative de Jacques Doriot, le leader du Parti populaire français (PPF), qui préconise la mise en place d'un Front de la liberté, vaste rassemblement des droites antimarxistes contre le Front populaire. La Rocque annonce en juin 1937 son refus d'intégrer le PSF au sein de ce Front ; pour lui, cette coalition des droites risquerait de consolider par réaction le Front populaire et surtout d'attiser à travers le pays un climat de guerre civile, inapproprié dans cette période d'avant-guerre. Le Front de la liberté accueillera le PPF mais aussi la Fédération républicaine de Louis Marin et les anciens membres des Jeunesses patriotes. Selon l'historien Robert Soucy, La Rocque ne combat jamais Doriot et son parti. S'il refusa d'entrer dans le Front de la Liberté, ce n'est non à cause de différences idéologiques, leurs programmes étaient très proches, mais justement parce que leurs mouvements avaient beaucoup en commun et que La Rocque redoutait de voir Doriot lui voler ses troupes. Pour l'historien Philippe Machefer, ancien sénateur PS des Yvelines, auteur d'une thèse sur le PSF, il n'y a pas d'ambiguïtés à la lecture d'une position de La Rocque dans ces termes : « En entrant dans le Front de la Liberté, nous étions destinés à applaudir, à faire la foule, à servir d'électeurs, de service d'ordre et de gardes du corps… Notre entrée dans le Front de la Liberté signifiait la fermeture de nos portes au recrutement populaire. Et nous étions classés fascistes - ce dont nous ne voulons à aucun prix ». De facto, évoquant un entretien de La Rocque avec Doriot en 1936, Jacques Nobécourt, biographe de La Rocque, signale « que La Rocque en est sorti avec la ferme intention de ne jamais revoir cet individu ».
Dans la même optique, le président du PSF dénonce vigoureusement et constamment les initiatives de La Cagoule, qui sont contraires à la légalité républicaine et risquent de compromettre une partie de l'Armée avec des extrémistes.
Le gouvernement Blum réplique en menaçant d'interdire le PSF, ce qui pousse La Rocque à ordonner à ses troupes de cesser toute violence, qui devient sporadique, sans jamais disparaître. On ne peut comparer à l'Allemagne et l'Italie car La Rocque risquait plus s'il avait opté pour plus de violence ou tout misé sur elle. Les suites de l'affaire du Parc des Princes d'octobre 1936 l'avaient rendu plus prudent. L'attitude de prudence avait déjà été adoptée par Georges Valois, ce qui ne le disqualifie pas de l'accusation de fascisme. Pour Robert Soucy, cette attitude n'avait donc rien à voir avec la défense de la légalité républicaine. Refuser de commettre un suicide politique ne constitue pas un brevet de non-fascisme.
Son attachement à la légalité républicaine paraît sincère, sans négliger la pression qu'il subit début 1936 pour éviter l'interdiction des Croix-de-Feu si le Front populaire prenait le pouvoir. L'historien Michel Winock note : « Dans les faits, outre son respect rigoureux de la légalité, ce disciple de Lyautey [La Rocque], nourri de catholicisme social, a condamné explicitement le fascisme et le nazisme ; il militait en faveur d'un renforcement de l'exécutif dans le cadre républicain ». Il faut aussi relever les raisons qu'il offre à ses partisans pour justifier la nécessité d'entrer dans la politique électorale. Dans un éditorial, La Rocque écrit : « Le vote sincère et indépendant représente l'accomplissement d'un devoir, au même titre que le paiement de l'impôt, que l'obligation militaire. La souveraineté doit commencer lorsque les représentants nommés entreprennent leurs missions ». Il avoue être conscient de la répugnance qu'éprouvaient ses fidèles à l'égard des élections et pourquoi l'engagement dans l'électoralisme s'impose. Le refus des urnes est assimilé à l'illégalité, et il est risqué de ne pas changer de direction, soulignant que ni Hitler ni Mussolini ne s'en sont remis à un coup de force. Il souligne aussi que l'hitlérisme n'est devenu une force politique prépondérante qu'en 1930, lorsqu'il a fait entrer 107 des siens au Reichstag. Il ne faut pas négliger pour autant le jugement d'un contemporain des événements qu'était Henri Noguères, ancien rédacteur du Populaire, organe de la SFIO, président de la Ligue des droits de l'Homme : « Honnêtement, si on retrouvait tous les poncifs de la droite traditionnelle, avec juste ce qu'il fallait pour rassurer les possédants, il n'y avait pas de véritable relent de fascisme - et moins encore d'hitlérisme, cela va de soi… ».
Sous le régime de Vichy, il rebaptise son mouvement en Progrès social français, « véritable retour aux sources ».
En 1937 et 1938, ses adversaires d'extrême droite et de gauche l'accusent d'avoir accepté au temps des Croix-de-Feu les fonds secrets des gouvernements d'André Tardieu et Pierre Laval. Les accusations sont portées d'abord par le duc Joseph Pozzo di Borgo, ancien cadre des Croix-de-Feu, sur la foi de déclarations de Tardieu. Les deux hommes s'affrontèrent dans des procès en diffamation retentissants en 1937 et 1938. La campagne de Pozzo di Borgo contre La Rocque est alors relayée par des leaders d'extrême droite aussi déterminés que Philippe Henriot, le général Duseigneur et Xavier Vallat (cet ancien membre des Croix de Feu invita La Rocque à se suicider), tous sympathisants de la Cagoule. L'historien François Monnet, biographe de Tardieu, juge ainsi : « Au terme de cet épisode judiciaire et politique, il apparaît que la parole de La Rocque l'emporte sur le serment de Tardieu : le chef des Croix de Feu n'a pas émargé aux fonds secrets »,.

### «Sursis de guerre» et rejet des deux totalitarismes
L'attitude du colonel de La Rocque en 1938 et 1939 se distingue du pacifisme ambiant dans une bonne partie de la classe politique française, à droite mais surtout à gauche. Il estime en particulier que la France, « en sursis de guerre », doit avant tout se mobiliser pour être capable d'affronter l'Allemagne avec succès.
La Rocque a très tôt rejeté dans un refus commun les deux régimes, soviétique et nazi. « Notre idéal de liberté et de défense de la civilisation chrétienne repousse également le joug hitlérien et la tyrannie moscovite », écrit-il en 1937-1938. Il diffère donc de certains qui avaient fini par penser « plutôt Hitler que Staline ».
La prise de position de La Rocque au lendemain de la « Nuit de Cristal » est révélatrice : « Le docteur Goebbels s'imagine-t-il que la France admettra une sorte de totalitarisme intellectuel, culturel, raciste dont le demi-dieu serait M. Hitler ?… L'Histoire se chargera sans doute de montrer une fois de plus que de tels excès de mégalomanie conduisent à la démence et de la démence aux pires épreuves. Mais la France réprouve le racisme et ses excès, les persécutions et leur ravages ».
Dès 1937, avec deux ans d'avance, il pressent, grâce à sa grille de lecture « chrétienne » de la politique, le pacte germano-soviétique de l'été 1939, qui surprend cependant le monde entier. La Rocque écrit ainsi dans Le Petit Journal du 14 juillet 1937 : « Le danger allemand est, aujourd'hui, au premier plan visible. Le danger russe est surtout d'ordre moral. Mais l'un est complémentaire de l'autre : l'un et l'autre peuvent momentanément s'associer contre nous ». En réalité, le pacte signé en août 1939 n'eut rien d'une surprise, et La Rocque était peut-être plus attentif ou mieux informé des échanges diplomatiques venus des ambassadeurs de Grande-Bretagne et de France à Moscou.
Depuis 1934, l'éventualité d'un pacte Hitler-Staline avait été envisagée si les occidentaux ne renouaient pas avec l'alliance de revers d'avant 1914. Dès 1932, Staline avait manifesté un changement dans la diplomatie soviétique en dénonçant le réarmement allemand déjà bien entamé depuis 1919 et non 1933, comme on l'écrit souvent. Entre 1933 et 1939, le ministre soviétique des affaires étrangères multiplie les offres d'alliance pour conjurer la menace hitlérienne,.

### Vichy, Résistance et déportation (1940-1946)
Le 16 juin 1940, La Rocque signe un éditorial intitulé « Résistance », dans Le Petit Journal, quotidien du PSF : 

« Après avoir jusqu'au dernier moment adressé aux Parisiens nos exhortations de courage et de fermeté, nous voulons maintenant crier à tous les Français le mot d'ordre de résistance. Le gouvernement au pouvoir a été désigné, soutenu à cause de son programme essentiel : tenir, ne jamais faiblir. Ce gouvernement ne saurait capituler sans se renier lui-même. Il ne saurait mettre bas les armes par une simple décision. Sa décision ne saurait sortir de la ligne choisie, convenue, adoptée, sans que le pays soit d'abord, consulté, prévenu. Ou bien ce serait une escroquerie morale dont aucun Français n'a le droit d'accuser un autre Français, ce dernier fût-il son pire adversaire politique. Tous les citoyens doivent donc être prêts à la résistance totale, et jusqu'au bout. La famille P.S.F. au seul service de la nation entière doit donner l'exemple… Une seule consigne, quoi qu'il arrive, consigne de gouvernement, consigne civique : Résistance ! »

Après avoir envisagé de rejoindre l'Afrique du Nord (lettre en ce sens au maréchal Pétain), il ne dissimule pas son refus de rejoindre de Gaulle à Londres. Dans un éditorial du 25 juin 1941 dans Le Petit journal, il évoque « le chef de la France libre qui est selon lui « coupable de désertion […] ». Pour Jacques Nobécourt, biographe de La Rocque, « sa conception de la discipline et du loyalisme militaire si fréquemment marquée dans ses écrits et réactions, le mettait inévitablement en opposition avec le choix fait par le général de Gaulle non pas de résister, mais de poursuivre une résistance à l'extérieur… ».
Dans une circulaire du 2 octobre 1940 La Rocque précise : « Le gaullisme représente une persistance, une renaissance, même une renaissance très heureuse de la fierté patriotique. Ne soyez pas gaullistes, soyez « gaulois » ».
Quand survient l'Armistice du 22 juin 1940, il rappelle toutefois que cette situation dramatique ne suspend nullement les hostilités et dénonce la collaboration avec l'Allemagne : « pas de collaboration sous l'occupation ». Le 1er août 1940, La Rocque précise aux cadres PSF dans une circulaire : « si nous cherchons à nous accorder avec l'Allemagne à tout prix, même en abdiquant notre personnalité nationale, alors nous sommes d'ores et déjà déchus et perdus ».
À l'égard du régime de Vichy, il précise : « loyalisme à l'égard du maréchal Pétain, mais réserve absolue à l'égard du gouvernement de Vichy ». Cette position, peut-être liée à son souci de sauvegarder une « masse de patriotes intacte » (circulaire du 24 juillet 1940) des compromissions de l'occupation, ne permet pas au PSF de conserver son dynamisme, d'autant que le parti est interdit en zone occupée dès le 28 août 1940.
Dans l'éditorial du 5 octobre 1940 du Petit Journal, La Rocque s'oppose à l'extension du premier statut des Juifs à ceux qui n'ont pas acquis la nationalité française récemment, aux Juifs assimilés :

« Les Juifs naturalisés depuis plusieurs générations appartiennent en principe, et de droit, à la grande famille civique. On ne concevrait pas que fussent prises à leur égard des sanctions préventives auxquelles la plus exacte vigilance nationale n'aurait point recouru avant notre défaite,. »

Jacques Doriot dénonce alors La Rocque comme « le défenseur le plus actif » des juifs : « M. de La Rocque refuse de faire entre eux et les autres Français la plus petite distinction ; il conclut trois jours plus tard : « La Rocque a échoué « puisque le statut a été promulgué ». La Rocque approuve toutefois la « révision des naturalisation hâtives et injustifiées » et l'abrogation du décret Crémieux en Algérie.
Le 14 décembre 1940, La Rocque est convoqué par le Général Toerner, chef des services civils de l'administration militaire allemande du Gross Paris. « L'entretien tourna court sur le double refus que La Rocque opposa : il n'acceptait ni la discrimination raciale imposée par la politique anti-juive de Hitler, ni le contrôle du Petit Journal par les autorités allemandes au cas où elles autoriseraient son retour à Paris. Il publierait alors les communiqués des deux belligérants, ce qui, naturellement, ne convenait pas à l'occupant ».
La Rocque se déclare loyaliste à l'égard du maréchal tout en prenant soin de l'alerter par lettres ou rapports sur le danger de certaines orientations comme le Parti unique de Marcel Déat, la Légion ou la Milice qu'il s'efforce de faire échouer. Sa position provoque l'ire des milieux collaborationnistes, et notamment de Jacques Doriot, qui dans le Cri du peuple du 23 octobre suivant déclare que « C'est par leur action pro-juive que les dirigeants du PSF cherchent à entraver la tâche que s'est fixée le maréchal Pétain, à la tête du premier gouvernement national que la France ait eu depuis si longtemps ».
En août 1940, le parti de La Rocque est transformé en « Progrès Social Français » ; il n'existe plus sous forme d'un parti politique mais d'une vaste organisation sociale. Il est officiellement « mis sous séquestre » par le Gouvernement de Vichy puis dissous sur ordre du général Oberg, chef des S.S. en France, le 2 novembre 1942.
La Rocque reçoit en compensation un poste de chargé de mission au cabinet de Pétain, où, selon des diplomates américains, il « passe son temps à téléphoner pour qu'on lui donne quelque chose à faire. ». Il est nommé au Conseil national de Vichy dont il démissionne en août 1941. « François de La Rocque ne fut pas vichyste, désapprouva le statut des Juifs, condamna la collaboration, refusa tout poste ministériel, interdit aux adhérents du parti -il ne fut pas toujours obéi- d'entrer dans le Service d'ordre légionnaire (SOL) puis dans la Milice ».
Si certaines idées du régime de Vichy (les plus modérées) peuvent se rapprocher des siennes (politique de la jeunesse et des sports, politique sociale, politique de la famille, etc.), François de la Rocque réprouve par circulaires diffusées à ses cadres la dictature (qui l'empêche de s'exprimer librement), le principe de réformer la France sous l'occupation ennemie, la collaboration (condamnation du STO, de la Milice, de la LVF) et, plus encore, le fascisme et le nazisme, dans lequel il voit, depuis plusieurs années, une résurgence du paganisme.
La position du colonel, peut se résumer en une volonté de libérer la France du joug allemand sans pour autant tout attendre de la part des Alliés. C'est ainsi que le 21 novembre 1942, il déclare devant plusieurs centaines de personnes à Saint-Étienne :

« J'ai déclaré que la France ne devait pas décalquer la marche à suivre de sa politique future et actuelle sur celle du Reich et qu'elle ne devait pas non plus attendre des secours de la part des Anglo-Saxons ; si la France réussit à remonter la pente, c'est elle qui par son passé et son rayonnement dans le monde donnera la formule heureuse au monde entier. »

Perdant de plus en plus espoir envers le maréchal, La Rocque prit de premiers contacts avec la Résistance en 1941 en collectant des renseignements, formant par la suite le réseau Klan qu'il dirigea à partir de mai 1942, pour le compte de l'Intelligence Service britannique via le colonel Charaudeau à Madrid (réseau Alibi). Le réseau Klan, considéré comme un sous-réseau du réseau Alibi, sera félicité deux fois par l'Intelligence Service qui en authentifie l'organisation et le fonctionnement dans une attestation de juin 1945 (déposée aux Centre d'Histoire des Archives de Sciences Po). À la demande des Britanniques, La Rocque a dû, pour ne pas éveiller les soupçons, garder officiellement une attitude formellement loyaliste à l'égard du maréchal Pétain. La réalité de l'activité résistante de La Rocque n'est donc pas contestable, comme le confirment plusieurs historiens. La vraie question est de savoir quand il entra en résistance et pourquoi. Ça n'était certainement pas pour servir la France libre avec laquelle il était en désaccord, accusant les gaullistes d'être les alliés des communistes depuis le début, après avoir qualifié De Gaulle de déserteur.
Il est arrêté par Hugo Geissler, chef de la Gestapo de l'Auvergne et du Bourbonnais le 9 mars 1943, avec, dans les deux jours qui suivent, 152 dirigeants du Parti social français. Selon Jacques Nobécourt, « jusqu'à la fin de sa liberté, la Rocque resta convaincu qu'il avait le devoir d'éclairer Pétain sur les égarements dans lesquels l'entraînait son entourage. Il finit par en obtenir trois rendez-vous au début de mars 1943. Il est arrêté par la Gestapo de Clermont-Ferrand, en même temps qu'une centaine de cadres du PSF dans toute la France ». Pour certains auteurs comme Henri Noguères et Alya Aglan, cette arrestation provient des tentatives faites par le colonel de La Rocque pour convaincre le maréchal Pétain de partir en Afrique du Nord, et serait liée plus généralement au fort soupçon du déploiement d'une activité de Résistance au sein du réseau Klan. Elle tient également à sa ferme dénonciation de la Milice et de la LVF.
Il est arrêté et interné successivement durant les six premiers mois dans les cellules de la prison de Moulins, celle de Fresnes puis de la prison du Cherche-Midi. C'est à la prison du Cherche-Midi que l'abbé Franz Stock lui rend visite le 17 août 1943 ; selon le récit de ce dernier, « le colonel de La Rocque me dédia un psaume qu'il a écrit ». Il se retrouve dans une cellule, non loin de communistes et de Pierre de Gaulle, frère de Charles. Il est transféré le 31 août et déporté en Bohême, au château d'Eisenberg ; parmi les détenus, se trouvent d'anciens officiers du 2e Bureau, le général René Altmayer, Pierre de Gaulle, Michel Clemenceau et des détenus politiques ; puis en Autriche au château d'Itter, où il a la surprise de retrouver Édouard Daladier, Paul Reynaud, Jean Borotra, Léon Jouhaux. « La Rocque est en piètre état. La détention fut pour lui particulièrement rude d'autant qu'il souffrait des suites d'une blessure reçue lors de la Grande Guerre. C'est dans un état de cachexie, avec un œdème des deux jambes, qu'il arrive le 10 janvier 1944 à Itter, où il est examiné et bien soigné par un médecin de Dachau »). En mai 1945, les détenus essaient d'entrer en contact avec des parachutistes américains. C'est la 103e division américaine, alertée et assistée par des soldats déserteurs de la Wehrmacht sous les ordres du commandant Josef Gangl, qui libère La Rocque ainsi que les personnalités détenues au château d'Itter lors d'une bataille le 7 mai 1945.
La Rocque revient en France libérée le 9 mai 1945 et se voit placé en internement administratif jusqu'au 31 décembre 1945 afin de l'éloigner des affaires politiques, notamment des négociations du Conseil national de la Résistance. La commission de vérification des internements administratifs réclame sa libération, mais le gouvernement ne tient pas compte de cet avis. À sa sortie d'internement administratif, il est assigné à résidence et meurt quelques mois plus tard, le 28 avril 1946, des suites de ses années de détention ainsi que d'une intervention chirurgicale. Ses proches ont toutefois pu créer un Parti républicain et social de la réconciliation française, qui évoque le défunt PSF, au cours de l'été 1945. Charles Vallin, qui fut un de ses fidèles lieutenants au PSF, fonde quant à lui l'Union patriotique républicaine.
La Rocque est décoré à titre posthume, en 1961, de la Médaille de la déportation et de l'internement pour faits de Résistance et se voit attribuer la carte de Déporté-Résistant, qui lui avait été refusée de son vivant. De Gaulle rend hommage alors, en tant que chef de l'État, « à la mémoire du colonel de La Rocque, à qui l'ennemi fit subir une cruelle déportation pour faits de Résistance et dont, je le sais, les épreuves et le sacrifice furent offerts au service de la France ». Le gouvernement de Michel Debré présenta « les excuses du gouvernement pour une injustice dont il mesure la profondeur ».

## Perception
Dans les années 1930, le colonel de la Rocque est devenu, pour l'opinion des personnes de gauche, le symbole du fasciste français. Cette image a perduré. Certains historiens français considèrent qu'il y a erreur historique, avis non partagé par des historiens tels Robert Soucy, Zeev Sternhell et Didier Leschi. D'autres comme René Rémond, Michel Winock, Serge Berstein, Pierre Milza et plus récemment Grégoire Kauffmann soutiennent l'inverse, comme ce dernier l'exprime : « […] Fascistes les Croix de Feu ? C'est la thèse défendue par le chercheur israélien Zeev Sternhell, au prix d'approximations criantes et d'une lecture résolument sélective des sources d'époque. […] La Rocque professe un attachement sans faille à la forme républicaine du régime. Héritière du catholicisme social et de la mystique ancien combattant, sa ligue annonce moins sûrement le « fascisme français » que le gaullisme protestataire des années d'après-guerre… ».
L'image de « fasciste » de La Rocque reposait essentiellement sur les traits suivants :
- Les Croix-de-Feu étaient au départ très nationalistes et cette réputation leur restera auprès de leurs adversaires. Mais La Rocque a progressivement expurgé les Croix-de-Feu de leurs éléments extrêmes, jusqu'au flirt du PSF avec le Parti radical (centriste) à la fin des années 1930. Le succès emporté par ce mouvement qui, du temps du Parti social français, rassembla un million d'adhérents, une première en France, démontre a contrario le caractère infondé de l'étiquette fasciste. La Rocque fit échouer délibérément toutes les initiatives d'extrême droite comme la Cagoule et s'opposa vigoureusement à Xavier Vallat et Philippe Henriot notamment.
- Il soutenait une ligne antiparlementaire, en faveur d'un régime présidentiel, dans l'optique de la rationalisation du parlementarisme, le cadre parlementaire étant appelé à demeurer. Cette ligne est définie en 1934 dans son livre Service public.

L'image dont le colonel de La Rocque souffrira longtemps est également due aux injures et aux calomnies venues tout autant de l'extrême gauche que de l'extrême droite. Les plus durs furent, comme il arrive parfois, ses anciens alliés politiques, qui ne pardonnèrent jamais à La Rocque d'avoir refusé de soutenir une prise de la Chambre des députés le 6 février 1934 (on traite alors les Croix-de-feu de « froides-queues »), d'avoir refusé de se joindre aux coalitions nationalistes (Front national en 1934-1935, Front de la liberté de Doriot en 1937, etc.) dans les années 1930, enfin d'avoir refusé de rejoindre le régime de Vichy et la Collaboration (La Rocque fut traité de « dictateur à l'eau de rose »).
Comment La Rocque a trahi fut ainsi le titre d'un ouvrage de 1935 de Maurice Pujo, un des chefs de l'Action française. Des coups vinrent aussi de dissidents comme Paul Chopine, ancien délégué général à la propagande des Croix-de-feu et organisateur des « Dispos », un adhérent de la première heure déçu par la dérive politique du mouvement, écrivant en 1935: « J'ai compris que cet homme que j'avais fait jouait la comédie, qu'il n'était qu'un arriviste » (Six ans chez les Croix de Feu). Ainsi que d'anciens dirigeants Croix de Feu ayant refusé de rejoindre le PSF tels Joseph Pozzo di Borgo ou Stanislas Sicé, qui menèrent une campagne contre La Rocque dans le périodique du colonel Maurice Guillaume en 1937. 

### D'hommes politiques
Pierre Cot rend « hommage à l'antifascisme dont témoigne la déportation de La Rocque » et dit rester, « non sans respect, son irréductible adversaire politique ». Lionel Jospin, dans son ouvrage Le Mal napoléonien (2014) considère que le mouvement du colonel de La Rocque « est peut-être celui qui se rapproche le plus de l'inspiration bonapartiste par sa manière de mêler goût de l'ordre, préoccupations sociales, volonté de brasser les classes, patriotisme et charisme du chef à la réputation d'officier courageux ». Il souligne surtout que La Rocque a refusé « l'assaut contre le Parlement en 1934 », a rejeté le racisme et l'antisémitisme et a récusé le fascisme, contrairement à ce qu'affirmaient les socialistes des années 1930.
François Mitterrand, qui dans sa jeunesse a milité aux Volontaires nationaux, le mouvement de jeunesses des Croix de Feu, estime que le personnage avait été « injustement traité. Ses propos tranchaient avec la réputation qui lui était faite. Il n'était ni fasciste, ni antisémite… Il m'avait séduit… ». 
Pour Augustin Ibazizen, qui restera « fidèle à la mémoire du colonel de La Rocque par delà la mort », et qui eut des responsabilités importantes au sein des Croix-de-feu puis du PSF, étant notamment chargé par le colonel de la Rocque de préparer, en réponse au projet Blum-Viollette, un contre-projet, François de La Rocque « était également un chrétien qui ne transigeait point sur les principes fondamentaux de sa religion. Celle-ci était source de sa générosité sociale, de son humanisme profond sous sa forme la plus élevée : la charité, je veux dire l'amour des hommes… il avait horreur des procédés d'excitation sociale, conduisant à la guerre civile. » « Lui, que les communistes traitaient de fasciste, professait un farouche dédain pour la tyrannie et l'aventure. […] Il rejetait toutes les doctrines excessives, qu'elles fussent de droite ou de gauche, de la demi-gauche ou de la demi-droite. » « Au fond, la Rocque était ce qu'on pourrait appeler un socialiste chrétien ».

### D'historiens et essayistes
- Robert Paxton :

« Dans toutes ses déclarations publiques, il (La Rocque) donna le sentiment de privilégier l'ordre et une stricte discipline, plutôt qu'une violence sans frein. Fait inhabituel pour la droite française, il rejetait l'antisémitisme et recruta même quelques Juifs patriotes… »

— Robert Paxton, Le Fascisme en action, Le Seuil, 2004, p. 124.
- Jean-Noël Jeanneney :

« La gauche ayant à l'époque désigné en face d'elle l'homme des Croix de feu et du PSF comme un adversaire majeur, elle l'avait, dans la chaleur des affrontements, caricaturé jusqu'à en faire le leader d'un fascisme français. Que cette déformation fût en soi un fait historique est incontestable. Mais au premier degré, l'étiquette était erronée, donc injurieuse pour qualifier un homme que, parmi les droites, distinguait sa fidélité au christianisme social, qui ne songea pas à franchir le Rubicon et qui, sous Vichy, fut finalement déporté par les Allemands. »

— Jean-Noël Jeanneney, Le Passé dans le prétoire, Le Seuil, 1998, p. 111-112.
- Serge Berstein :

« Attaquées à droite et à gauche, les Croix de Feu connaissent au lendemain du 6 février une croissance importante. C'est donc une organisation considérable qui se trouve supprimée lorsque le gouvernement du Front Populaire décide en juin 1936 la dissolution des ligues armées, bien que la Rocque ait fait remarquer que son organisation ne s'est jamais considérée comme une ligue et que ses membres ne portaient pas l'uniforme et n'étaient pas armés. Mais cette dissolution lui donne l'occasion de lever l'ambiguïté qui pesait depuis l'origine sur la nature des Croix de Feu en créant un parti politique organisé sur le modèle des formations de masse comme le parti socialiste… Il précise le programme du PSF qui s'inscrit dans le cadre de la République et de l'héritage de la Révolution française, mais qui ne dissimule pas son hostilité à la prépondérance du Parlement dans les institutions et son aspiration à un exécutif fort… La déclaration de guerre de 1940 va en quelque sorte figer François de La Rocque dans cette étrange situation où il se trouve à la fois vilipendé par la gauche pour cause de fascisme supposé et violemment contesté par la droite et l'extrême-droite qui dénoncent son légalisme et sa pusillanimité… »

— Serge Berstein, « La Rocque et les Croix de Feu », Commentaire, no 146,‎ été 2014, p. 434 et 436.
- Michel Dreyfus, directeur de recherches au CNRS, centre d'histoire sociale du XXe siècle, spécialiste du mouvement ouvrier :

« Nous estimons que La Rocque ne fut pas l'un des principaux porte-parole d'un fascisme français qui aurait touché la France; il s'inscrit bien plus dans la généalogie du nationalisme français hérité du bonapartisme… La Rocque n'a pas été un acteur du fascisme en France mais bien plus un obstacle à son essor dans la mesure où il a canalisé autour de son programme les mécontentements de la population de l'Hexagone »

— « La Rocque, un homme de droite », L'OURS, no 436,‎ mars 2014.
- Alain Duhamel, journaliste, essayiste :

« … Le fameux colonel de La Rocque. Héros magnifique de la « Grande Guerre » de 1914-1918, couvert de décorations, il se lance dans le combat politique avec ses Croix de Feu qui deviennent la plus puissante des ligues des années trente. Légaliste, il fait échouer le coup de force du 6 février 1934. […] Son autorité, son ascendant sur ses troupes, la discipline exigée, son révisionnisme institutionnel débouche sur la revendication d'un pouvoir exécutif fort et d'un Parlement rénové. Ses aspirations sociales le situent en réalité au confluent du bonapartisme - pour des millions de Français, il est l'homme providentiel -, du christianisme social et d'un étrange populisme conservateur. Un cas à part, que certains historiens ont voulu transformer à tout prix en un quasi-fasciste, ce qu'il n'était pas. Patriote intransigeant, il refuse toute collaboration avec le nazisme et sera résistant déporté, d'ailleurs honteusement traité à la Libération par le général de Gaulle qui le laisse mourir misérablement… »

— Alain Duhamel, Emmanuel le hardi, éditions de l'Observatoire, 2021, p. 14-15.
- Jean-Louis Crémieux-Brilhac, ancien membre du Comité de vigilance des intellectuels antifascistes puis chef du service de diffusion clandestine de la France Libre : « Si la guerre n'avait pas empêché les élections de se tenir au printemps 1940, elle aurait porté La Rocque au pouvoir. Le légalisme de ses Croix-de-Feu dissous par Léon Blum, et devenus le Parti social français, me confirme dans la conviction que, sans son désastre militaire, La France n'aurait jamais opté pour un régime tel que l'État français du maréchal Pétain, ni sombré dans les persécutions antisémites… »[74].

- Gilles Perrault, écrivain :

« La Rocque s'inscrit dans le cadre républicain et exclut tout recours au coup de force contre le régime. Il avait donné la preuve de son légitimisme le 6 février 1934 en détournant ses militants d'un Palais-Bourbon qu'ils eussent, selon toute vraisemblance, aisément submergé par leur nombre et leur dynamisme, ce qui lui valut la haine inextinguible d'une extrême droite riche en chefs mais pauvre en troupes qui le qualifiait de « traître »… Même si les hommes politiques de gauche furent nombreux, après 1945, à battre leur coulpe en déplorant la cécité dont ils avaient fait preuve envers La Rocque et le PSF, il demeure que, comme le constate Jean-Noël Jeanneney, « un puissant effet de rémanence rétinienne » a entretenu, au-delà même de la Libération, cette « fallacieuse extension du domaine du fascisme jusqu'au PSF… »,. »

« Il fut le premier à appeler à la résistance. C'est le titre de son éditorial dans Le Petit Journal, organe du Parti social français, qu'il préside : « Résistance ». Le lendemain 17 juin, Pétain annoncera, le cœur brisé, qu'il va demander l'armistice. « Une seule consigne, quoi qu'il arrive, conclut La Rocque, consigne de gouvernement, consigne civique : RESISTANCE ». Et, pour que les choses soient claires, pour qu'on comprenne bien que son exhortation ne concerne pas seulement une situation militaire catastrophique, Le Petit Journal du lendemain, 17 juin, s'ornera à droite du titre, du mot d'ordre :
"RESISTER Aujourd'hui Demain Toujours
Comme le général Cochet, comme Henri Frenay, François de La Rocque est un vichysto-résistant…[réf. nécessaire] »

Le Nouvel Observateur et Jean Daniel ont aussi défendu la mémoire de La Rocque.

## Décorations

### Décorations françaises
- Commandeur de la Légion d'honneur 1931, militaire[78]
  -  Officier de la Légion d'honneur 1918, militaire
  -  Chevalier de la Légion d'honneur 1916, militaire
- Croix de guerre 1914-1918 (9 citations dont 5 à l'ordre de l'armée)
- Médaille coloniale agrafes Sahara et Maroc
- Médaille commémorative du Maroc agrafe Maroc
- Médaille de la déportation pour faits de Résistance ruban des « déportés-résistants », barrettes « Déporté » et « 1939-1945 »
- Insigne des blessés militaires (1 blessure en 1916, 1 blessure en 1918)

### Décorations étrangères
- Ordre du Service distingué ( Royaume-Uni)
- Médaille commémorative de la guerre italo-autrichienne 1915-1918 ( Italie)

## Dans la fiction
François de le Rocque apparaît dans plusieurs uchronies politique et ou militaires se déroulant pendant la Seconde Guerre mondiale :
- le roman La Lune n'est pas pour nous (Johan Heliot). Les Allemands ont imposé un armistice léonin à la France après une Première Guerre mondiale uchronique survenue consécutivement à la chute du Second Empire de Napoléon III en 1899. La Rocque apparaît comme un patriote intransigeant, qui est le seul à remettre en cause (avec véhémence), ledit armistice, au sein du gouvernement des Ligues (parvenues au pouvoir en 1934).
- la nouvelle La nuit du grand duc, Revue Biffrost no 34 (Johan Heliot). Les ligues prennent le pouvoir le 6 février 1934. La Rocque est décrit comme un homme d'un courage total et d'un calme à toute épreuve pendant la préparation de l'opération et comme le seul chef des ligues possédant « un fond de légalisme républicain » après la prise de pouvoir (il n' est pas très content d'ailleurs devant cette prise de pouvoir par la force).
- la BD Le Grand Jeu (Pécau). La Rocque et les Croix-de-Feu sont décrits comme d'extrême-droite, antisémites et pro-allemands.
- la BD Oméga de la série Jour J (tome 14 ; Pécau, Duval et Blanchard). La Rocque est décrit comme « une vieille baderne d'extrême-droite » mais aussi comme un patriote irréprochable incapable de trahir la France au profit de l'Italie mussolinienne. Après la prise de pouvoir des ligues le 6 février 1934, La Rocque est assassiné sur l'ordre des nouveaux maîtres du pouvoir à Paris.
- 1940, et si la France avait continué la guerre (Jacques Sapir, Franck Stora, Loïc Mahé). Ici, La Rocque refuse de rejoindre à Londres le général de Gaulle mais rejette la proposition de Pierre Laval de rejoindre son gouvernement collaborationniste (en partie pour le pays, en partie à cause du souvenir de deux de ses fils morts pour la France, pendant les combats de mai-juin 1940).
- Vous êtes De Gaulle, livre dont vous êtes le héros de Patrick des Ylouses. Le joueur qui incarne de Gaulle, a la possibilité de généraliser les tribunaux d'exception à la Libération. S'il fait ce choix, La Rocque est fusillé (comme Charles Maurras, d'ailleurs). La Rocque est décrit comme un résistant mais de l'extrême-droite. De même, les Croix-de-Feu sont décrits, au même titre que la Cagoule, comme un mouvement de l'extrême-droite.
- la modification uchronique Kaiserreich du jeu Hearts of Iron 4, où l'Allemagne a gagné la Première Guerre mondiale. Le joueur qui peut incarner la République française exilée dans ses colonies africaines, à la suite de l'établissement du régime syndicaliste de la Commune de France en 1919, doit à la fin des années 1930 choisir son régime politique. Le colonel de la Rocque et le Parti social français représentent l'alternative dictatoriale, dans le cadre d'un coup d'État suivant le retour des exilés en Métropole, ou bien celle d'une alternance de droite conservatrice et religieuse dans le cadre d'un coup d'État raté.

## Œuvres de François de La Rocque

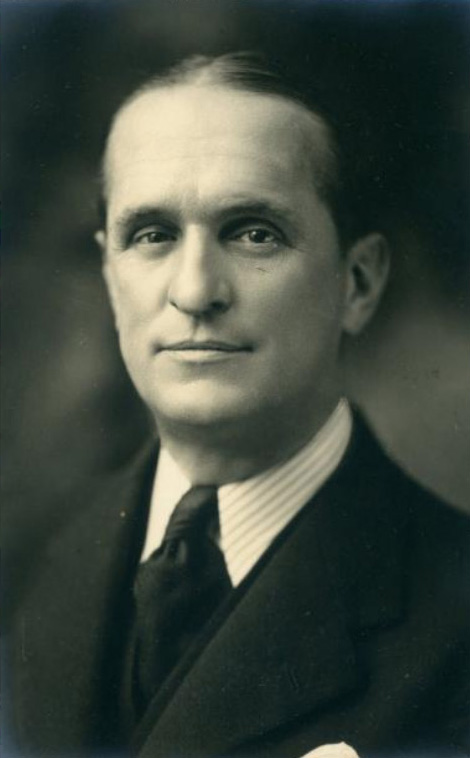
François de La Rocque photographié par Frédéric Boissonnas.

### Ouvrages
- François de La Rocque, Service public, paris, Grasset, 1934, p. 215-216
- Disciplines D'Action, Éditions Du Petit Journal, 1941.
- Au service de l'avenir, réflexions en montagne, Société d'édition et d'abonnement, 1949.
- Pourquoi je suis républicain : Carnets de captivité, introduction de Serge Berstein, édition établie et annotée par Hugues de La Rocque, Serge Berstein et Cédric Francille, Seuil, 2014, présentation en ligne.

### Autres
François de La Rocque, chef de parti politique, a été amené à écrire de très nombreux discours et articles, notamment :
- Pour la conférence du désarmement. La Sécurité française, Impr. De Chaix, 1932.
- Le Mouvement Croix de feu au secours de l'agriculture française, Mouvement Croix de feu, 1935.
- Pourquoi j'ai adhéré au Parti social français, Société d'éditions et d'abonnements, Paris, décembre 1936.
- Union, esprit, famille, discours prononcé par La Rocque au Vél'd'hiv, Paris, 28 janvier 1938, Impr. Commerciale, 1938.
- Paix ou guerre (discours prononcé au Conseil national du P.S.F., suivi de l'ordre du jour voté au Conseil ; Paris, 22 avril 1939), S.E.D.A., Paris, 1939.
- Discours, Parti social français. Ier Congrès national agricole. 17-18 février 1939., SEDA, 1939.

## Sources primaires (textes contemporains consacrés à La Rocque)
- Comité de vigilance des intellectuels antifascistes, Les Croix de feu, leur chef, leur programme, 1935.
- Mouvement Croix-de-Feu, Le complot communo-socialiste, l'insurrection armée dans l'unité d'action, Paris, Grasset, 1935.
- Mouvement social français de Croix-de-Feu, Pourquoi nous sommes devenus Croix de Feu (manifeste), Siège des groupes, Clermont, 1937.
- Henry Coston, La Rocque et les juifs : un nouveau scandale!!., Centre de Doc. et de propagande, 1935.
- Paul Creyssel, La Rocque contre Tardieu, F. Sorlot, Paris, février 1939.
- Jacques de Lacretelle, Qui est La Rocque?, Flammarion, Paris, 1936.
- Henry Malherbe, La Rocque : un chef, des actes, des idées, 1934.
- Maurice Pujo, Comment La Rocque a trahi, Sorlot, 1938.
- François Veuillot, La Rocque et son parti comme je les ai vus, Plon, 1938, 93 p.
- J. Brumeaux, dir., La Vérité sur La Rocque, des faits, des documents, comprenant : 
  - Audrain et Nielly, La Rocque, 30 p., 1 photo.
  - J. Brumeaux, La Rocque chrétien, 38 p., ill.
  - J. Brumeaux, La Rocque et l'armée. 40 p., 3 photos
  - J. Brumeaux, Conférence faite le 18 juin 1950 à Vic-sur-Cère, à l'occasion du pèlerinage sur sa tombe.
  - Dayras, La Rocque en déportation. 24 p.
  - (François de La Rocque), Deux prières de La Rocque déporté, 32 p., ill., fac-similés.
  - (François de La Rocque), Noël de La Rocque déporté, 16 p., ill.
  - A. de Préval, In Memoriam François de La Rocque, 28 p., 2 ill.
  - (François de La Rocque), Conférence faite le 6 octobre 1946.
  - Maxime Weygand, La Rocque, 32 p.
  - J G L d'Orsay et J Brumeaux, Les Droits de La Rocque homme et citoyen. 64 p.
  - S.I.P.R.E., Le Petit Journal acquitté en cour de justice. Directeur : La Rocque., 1948, 64 p.
  - N**, Pourquoi nous suivons La Rocque, mars 1945, in-16, 28 p.